# 브로틀리
브로틀리(Brotli)는 구글에서 개발한 무손실 데이터 압축 알고리즘이다. 이는 범용 LZ77 무손실 압축 알고리즘, 허프먼 코딩 및 2차 컨텍스트 모델링의 조합을 사용한다. Brotli는 주로 웹 서버 및 콘텐츠 전송 네트워크에서 HTTP 콘텐츠를 압축하여 인터넷 웹 사이트를 더 빠르게 로드하는 데 사용된다. gzip의 후속 버전인 이 버전은 모든 주요 웹 브라우저에서 지원되며 gzip보다 더 나은 압축 기능을 제공하므로 점점 인기를 얻고 있다.